# Playa La Lisera
La playa La Lisera es una playa del océano Pacífico ubicada en la Región de Arica y Parinacota, Chile. Es de forma circular, semicerrada de 150 metros de largo, sin oleaje y apta para los deportes de natación y buceo. Cuenta con equipamiento de camarines, servicios, jardines, estacionamientos, expendio de bebidas y juegos infantiles.
La playa La Lisera se ubica en la ciudad de Arica, Chile. Sus arenas de color blanco albergan a veraneantes durante todas las épocas del año. En su extensión es posible practicar diversos deportes náuticos como el surf y windsurf, entre otros. La temperatura promedio en el año alcanza los 24 °C, por lo que puede ser visitada durante todo el año.
La Lisera es una playa popular de Arica, ubicada en una poza natural de dimensiones ideales, tiene desde los años sesenta un entorno de bellos jardines y la mejor arena, fue la primera playa en tener palmeras cocoteras.
El agua es quieta todo el año y se encuentra gran cantidad de peces llamados Lisas (de allí el nombre de la playa) en ella, es un buen lugar para la pesca en roca pero principalmente se presta para el snorkel y la recolección de mariscos en sus muchos lugares donde el agua se empoza.
- Datos: Q6078418